# Chachagüí (ort)
Chachagüí är en ort i Colombia.   Den ligger i departementet Nariño, i den sydvästra delen av landet, 500 km sydväst om huvudstaden Bogotá. Chachagüí ligger 1 982 meter över havet och antalet invånare är 4 899.
Terrängen runt Chachagüí är bergig. Runt Chachagüí är det ganska glesbefolkat, med 47 invånare per kvadratkilometer. Närmaste större samhälle är Pasto, 16,2 km söder om Chachagüí. I omgivningarna runt Chachagüí växer i huvudsak städsegrön lövskog.